# Río Bléone
El río Bléone es un río de Francia, afluente del río Durance por la izquierda. Nace a unos 2600 m sobre el nivel del mar, en los Alpes, en el macizo de les Trois Evêchés («los tres obispados»), en departamento de Alpes de Alta Provenza. Desemboca en el Durance cerca de Les Mées. Tiene un curso de 70 km, todo él en Alpes de Alta Provenza. Su cuenca tiene una extensión de 906 km².
El valle del Bléone es conocido por su interés geológico. Se trata de un río de régimen irregular. La principal población de su curso es Digne-les-Bains.